# 碧瑤綠色集團

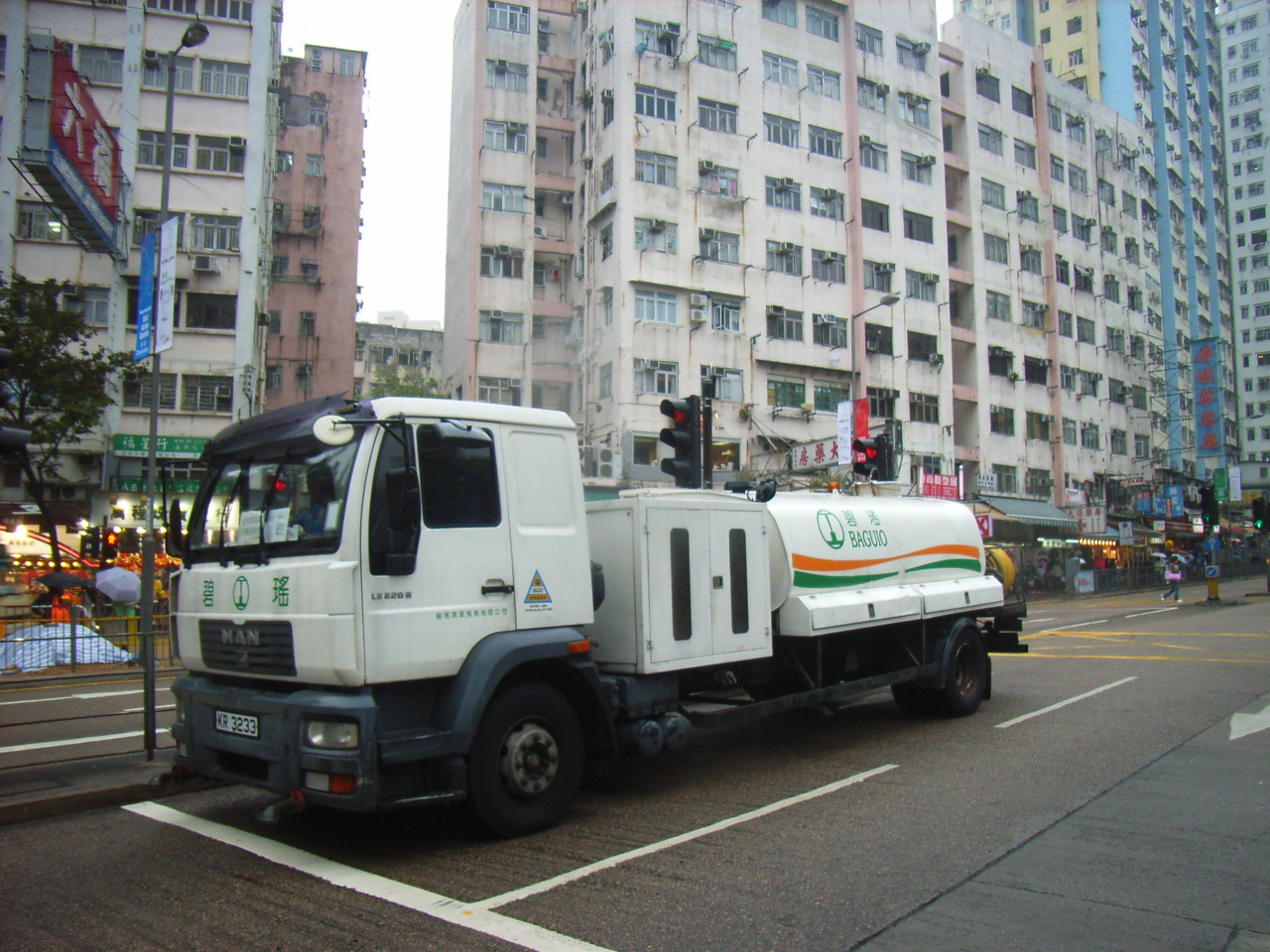

碧瑤綠色集團有限公司，簡稱碧瑤綠色集團（英語：Baguio Green Group Limited，港交所：1397），在1980年，由吳永康（主席）和弟弟吳永新，於香港（總部）成立「碧瑤清潔服務有限公司」。
行政總裁為吳玉群。業務在本港經營專業清潔、綜合滅蟲管理、園藝工程，以至廢物回收和循環再造。
股份在2014年5月22日於港交所主板上市。招股價為0.8至1.2港元，發行新股為1億股，集資額為6,400萬至9,600萬港元。

## 連結
- baguio.com.hk （页面存档备份，存于）